# Agluona (přítok Agluony)
Agluona je řeka v Litvě, v Žemaitsku, levý přítok řeky Agluona. Pramení na jižní straně Žemaitijské vysočiny, 6 km severozápadně od města Skaudvilė. Teče jihozápadním směrem. Do stejnojmenné řeky Agluona se vlévá u obce Juodpetriai, 12 km od jejího ústí do řeky Šešuvis. Průměrný spád je 392 cm/km. Ve vsi Lėliškiai je přehrazena, plocha takto vzniklého rybníka je 1,3 ha.

## Přítoky
Levé:
| Hydrologické pořadí | Řeka    | Délka (km) | Povodí (km²) | Vzdálenost od ústí (km) | Ústí kde | Koordináty ústí |
| ------------------- | ------- | ---------- | ------------ | ----------------------- | -------- | --------------- |
| 16010912            | Bijotas | 5,0        | 5,7          | 5,7                     |          |                 |
| 16010913            | Molupis | 2,8        | 3,9          | 2,3                     |          |                 |
|                     | Drumsta |            |              |                         |          |                 |

Pravé:
| Hydrologické pořadí | Řeka      | Délka (km) | Povodí (km²) | Vzdálenost od ústí (km) | Ústí kde | Koordináty ústí |
| ------------------- | --------- | ---------- | ------------ | ----------------------- | -------- | --------------- |
| 16010908            | Žagvietis | 3,8        | 3,4          | 15,9                    |          |                 |
| 16010909            | Grumbė    | 4,6        | 4,3          | 12,0                    |          |                 |
|                     | Altupis   |            |              |                         |          |                 |
| 16010911            | Raudupis  | 6,4        | 4,8          | 8,4                     |          |                 |

## Původ názvu
O jazykových souvislostech viz část rozcestníku Původ názvu.